# Triangle lombo-costal
 (septembre 2024).
Le triangle lombo-costal (ou trigone lombo-costal ou hiatus costo-diaphragmatique ou hiatus costo-lombaire de Henle) est un espace pair situé dans la partie postérieure du diaphragme.

## Description
Le triangle lombo-costal est l'espace situé entre :
- à l'arrière le ligament arqué latéral
- à l'avant les fibres musculaires de jonction entre la partie costale du diaphragme et la partie lombaire du diaphragme.

## Aspect clinique
Cette zone peut être une cause de faiblesse et être l'emplacement d'une hernie diaphragmatique chez l'adulte : la hernie de Henle.
Ce peut également être une zone de transmission infectieuse entre la cavité pleurale et la cavité rénale.
De façon congénitale cette zone peut ne pas être fermée et former le foramen de Bochdalek (ou hiatus pleuropéritonéal ou canal pleuropéritonéal) et être à l'origine d'une hernie diaphragmatique congénitale dite hernie postérolatérale de Bochdalek.
L'existence de ce foramen a également été associée au rein thoracique : présence du rein dans le thorax au lieu de sa position abdominale habituelle.